# Sony Ericsson T68i
Sony Ericsson T68i — трёхдиапазонный мобильный телефон фирмы Sony Ericsson. Является обновлённой версией телефона Ericsson T68m — первого телефона марки Ericsson с цветным экраном. Снят с производства.

## Описание
T68i не имел встроенной камеры, но её можно было приобрести в виде подключаемого модуля.
Характеристики Sony Ericsson T68i
Общие данные
Дата выпуска: 2002 г
Стандарт: GSM 900, GSM 1800, GSM 1900
SAR: 0.38 W/kg
Длина: 100 мм
Ширина: 48 мм
Толщина: 20 мм
Вес: 84 г
Аккумулятор Sony Ericsson T68i
Тип батареи: Li-pol (BST-14)
Ёмкость: 700 mAh
Время ожидания: 390 ч
Время разговора: 12 ч
Корпус
Конструкция корпуса: трубка
Материал корпуса: пластик
Цвета корпуса (Arctic Blue, Stellar Grey)
Встроенная антенна
Дисплей
Технология экрана: STN
Тип экрана: 256 цветов (пассивная матрица)
Размер экрана: 101 x 80 px (8 строк)
Работа со звуком
Тип звонка: тональный
Вибро
Голосовой набор: 50
Голосовое управление
Диктофон: 18
FM-радио (Опционально)
Контакты
Номера в памяти аппарата: 510
Расширенная книга контактов (5 телефонов и 4 дополнительных поля)
Поддержка групп абонентов
Короткие сообщения T68i
MMS
Передача данных
WAP: v 2.0
E-mail клиент
GPRS: сlass 4 (3down + 1up, 4max)
IrDA
Bluetooth
Дополнительно
Органайзер
Календарь
Настраиваемые профили